# Греда (гимнастика)
Упражнение на греда е една от дисциплините на спортната гимнастика при жените. Уредът греда представлява хоризонтална плоскост с дължина пет метра и ширина 10 сантиметра, поставена на височина 125 сантиметра. Изпълнението на греда се състои от три елемента: качване на гредата, артистично изпълнение и акробатичен отскок. Оценката се дава в зависимост от сложността и чистотата на изпълнението, както и на задължителните елементи. Продължава между една и една минута и половина в зависимост от състезанието. Страните с най-много традиции и най-голям брой олимпийски шампионки са бившият СССР, САЩ и Румъния.